# Netterdensch Kanaal
Het Netterdens Kanaal, Wild of meer algemeen grenskanaal (Duits: Netterdenscher Kanal en Die Wild) is een waterloop tussen Nederland en Duitsland. Het begint nabij Netterden aan een waterverdeelstation waar de Hetterlandwehr aansluit op de Löwenberger Landwehr. Na een kanalisatie is een deel van de beek aangepast.
Bij 's-Heerenberg gaat de waterloop (in Nederland bekend als het Grenskanaal en de Wetering) over in de grensbeek de Wild. Feitelijk is het Netterdens Kanaal onderdeel van de Wild. Vroeger was de rivier een oude strang van de Rijn, deze oude Rijnarm verliep vanuit het oosten van Emmerik naar het noorden en maakte pas bij 's-Heerenberg een bocht naar het westen. De Wild gaat tussen Elten en Lobith over op de Oude Rijn, die vervolgens bij het gemaal Kandia en Pannerdens Kanaal uit komt.
In Netterden vormt de stenen boogbrug over de rivier de grensovergang tussen de Emmerikse weg in Netterden en de Netterdensche Weg in de buurtschap Klein-Netterden in Emmerik. De brug uit 1817 is voorzien van een stuwklep om de waterstand wederzijds te kunnen reguleren.
De Hetterlandwehr omsluit en ontwatert samen met de Tote Landwehr in dubbele lussen een laaggelegen poldergebied met vele lange rechte poldergraven, hier ligt natuurgebied Hetter-Millinger Bruch. Een deel van het water van het systeem van dubbele ringsloten wordt bij het verdeelstation doorgelaten naar de Löwenberger Landwehr die bij Emmerik aan een gemaal uitmondt in de Rijn. Het waterbeheer aan Duitse zijde valt onder Deichverband Bislich-Landesgrenze.  Het waterbeheer aan Nederlandse zijde valt onder Waterschap Rijn en IJssel, vroeger viel het onder het Polderdistrict Oude Rijn.

## Afbeeldingen

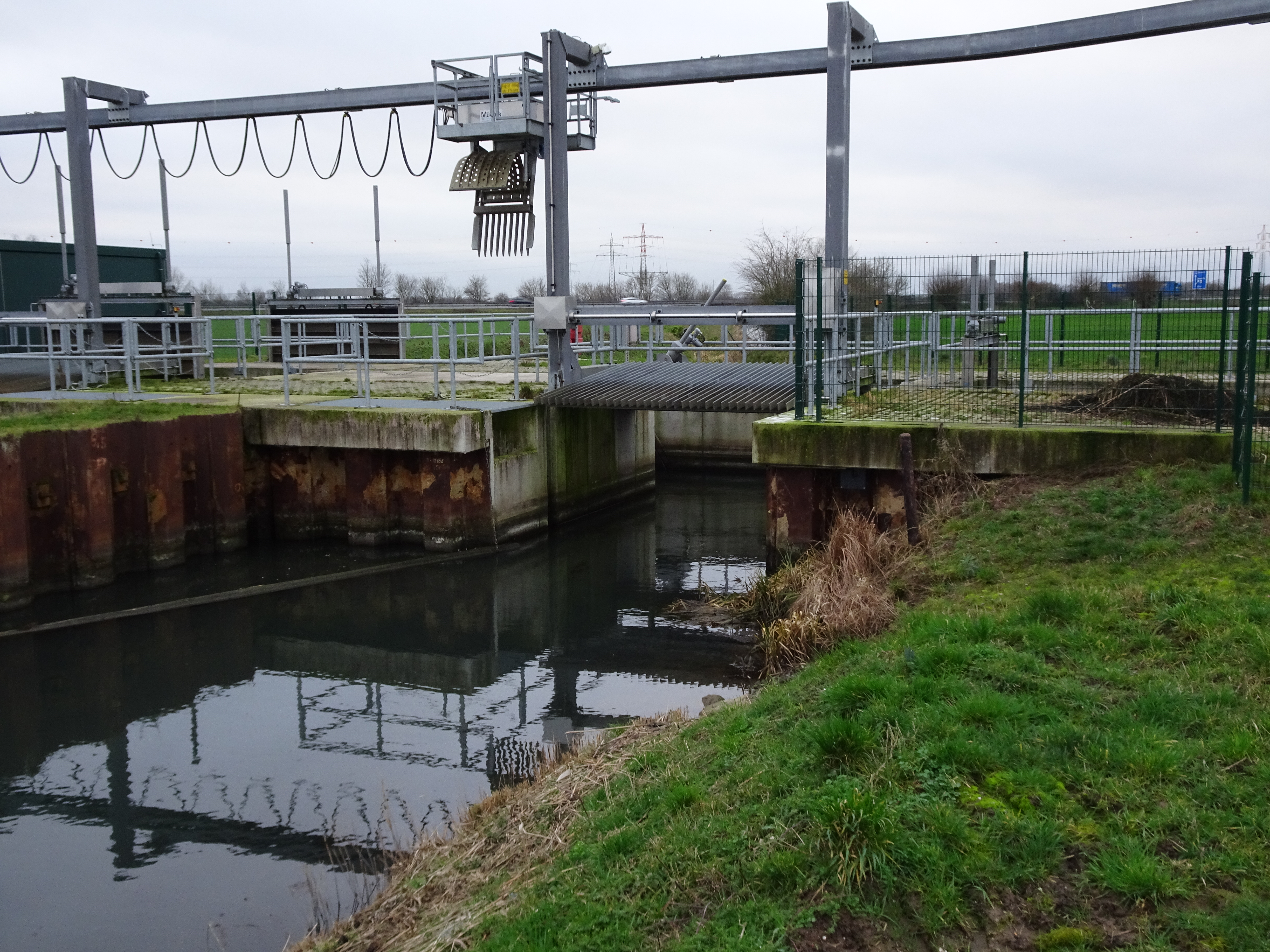
Verdeelwerk Netterdens Kanaal
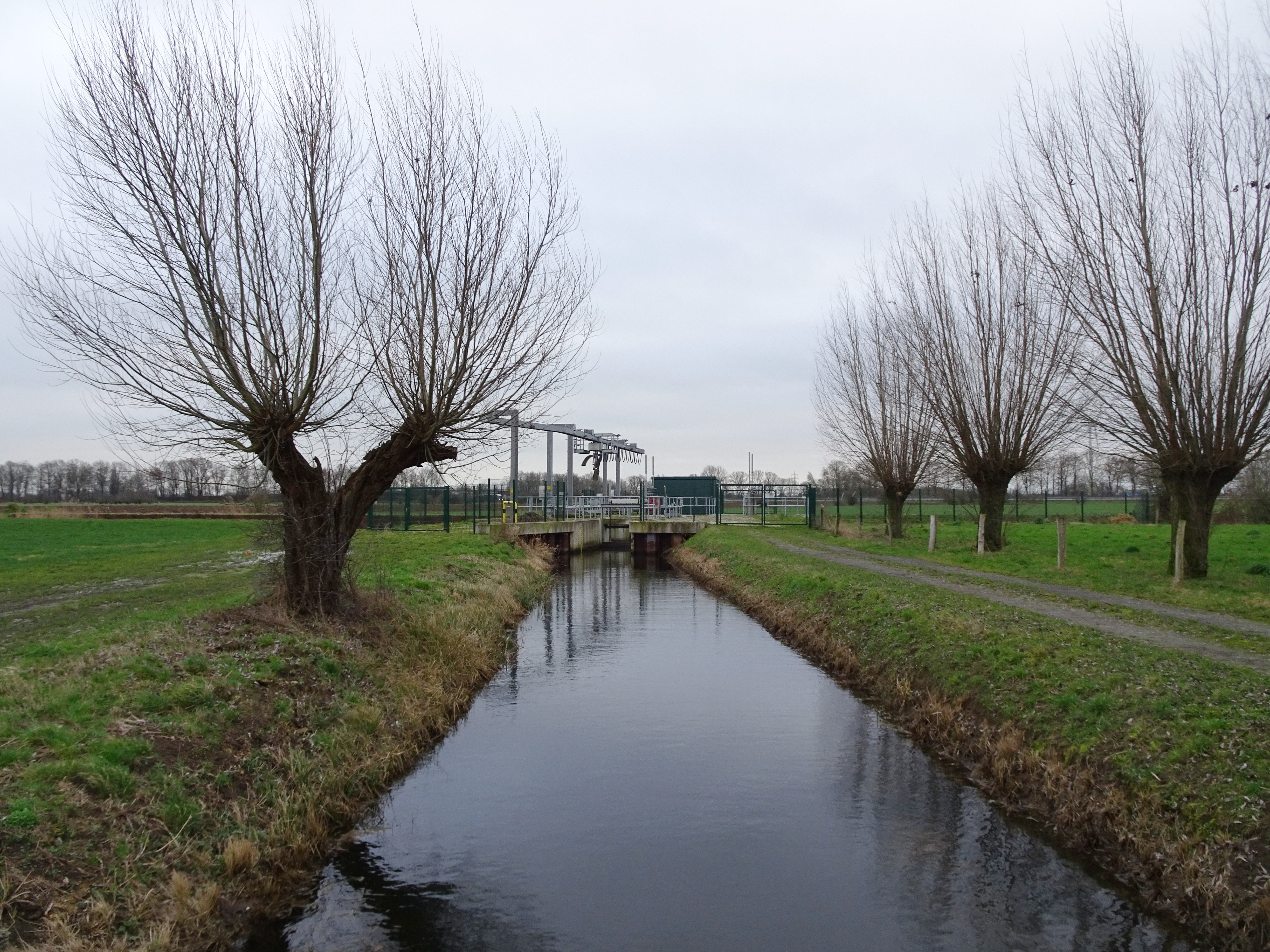
Netterdens Kanaal bij Netterden, blikrichting Emmerik
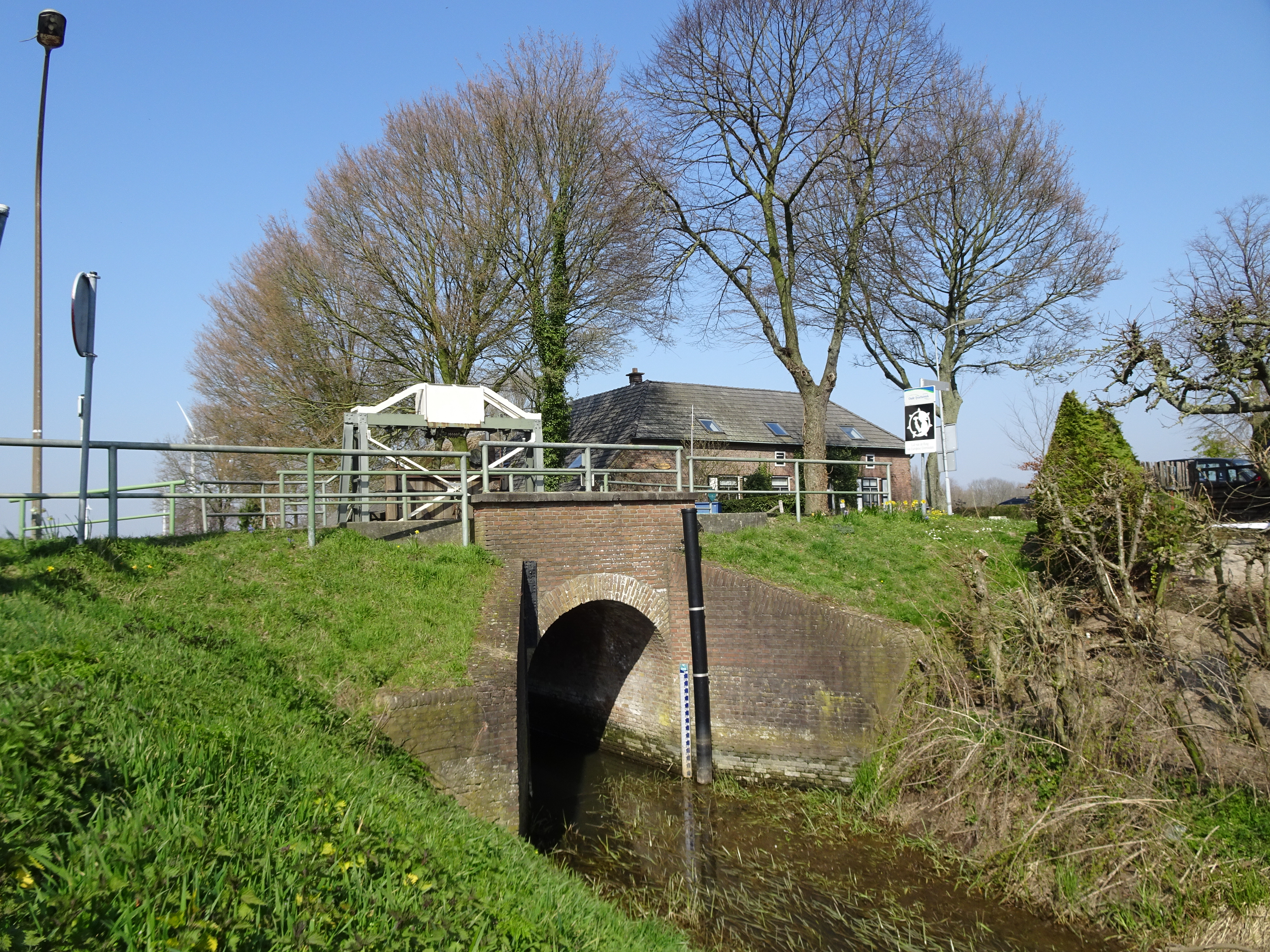
Brug in Netterden uit 1817, met stuwmechanisme
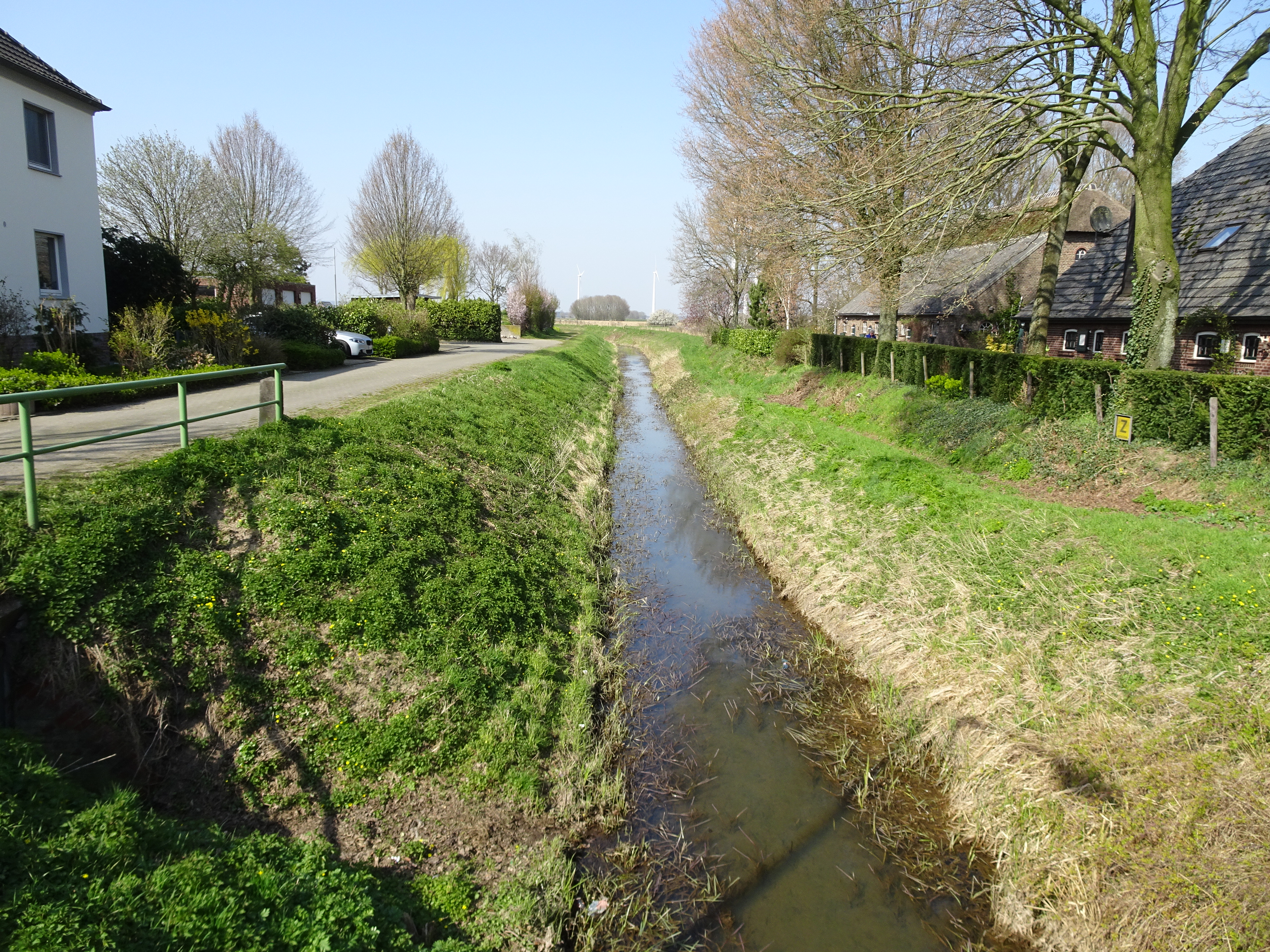
Netterdens Kanaal bij Netterden, blikrichting Montferland
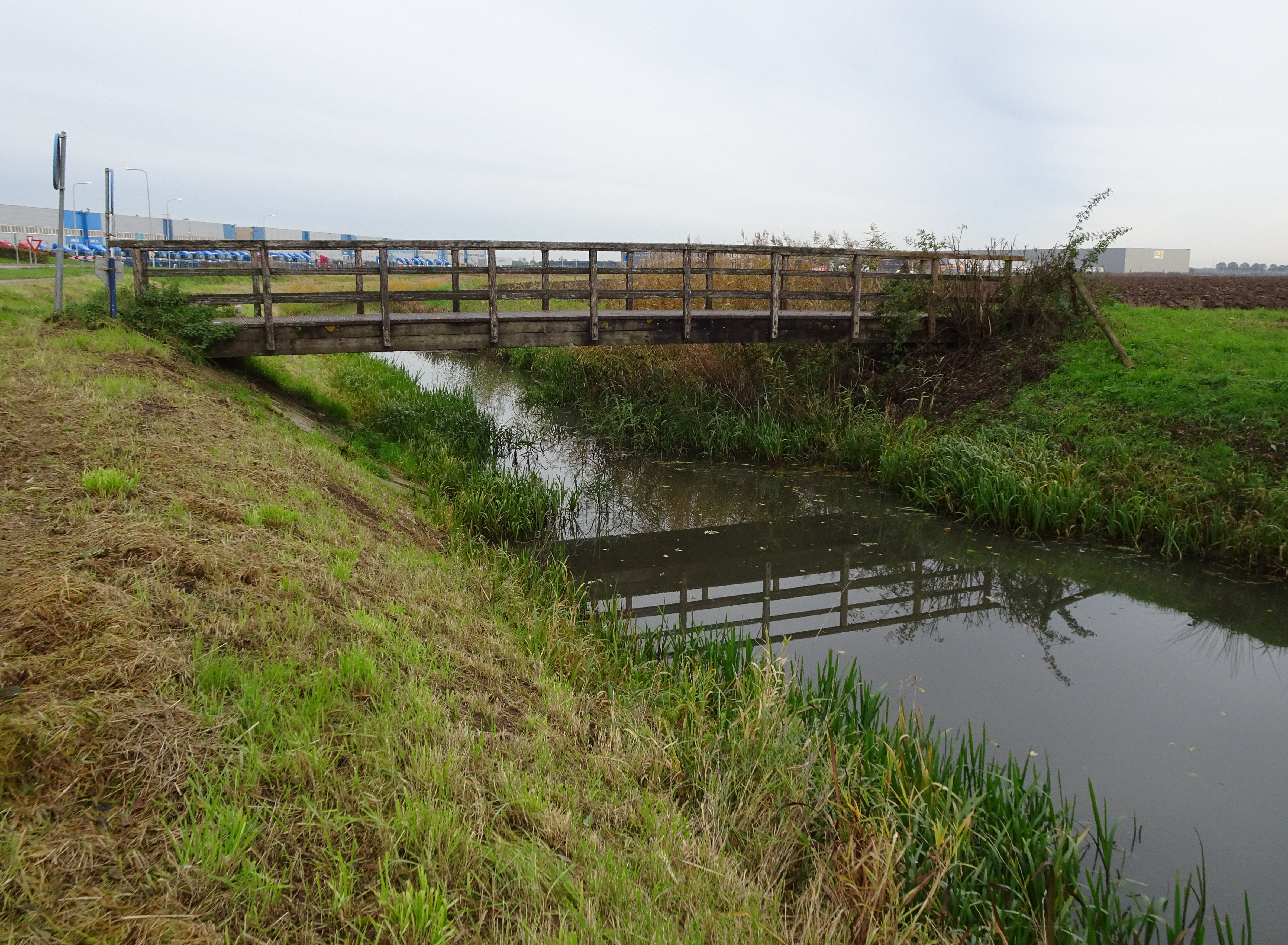
Zwarte Brug bij Lengel
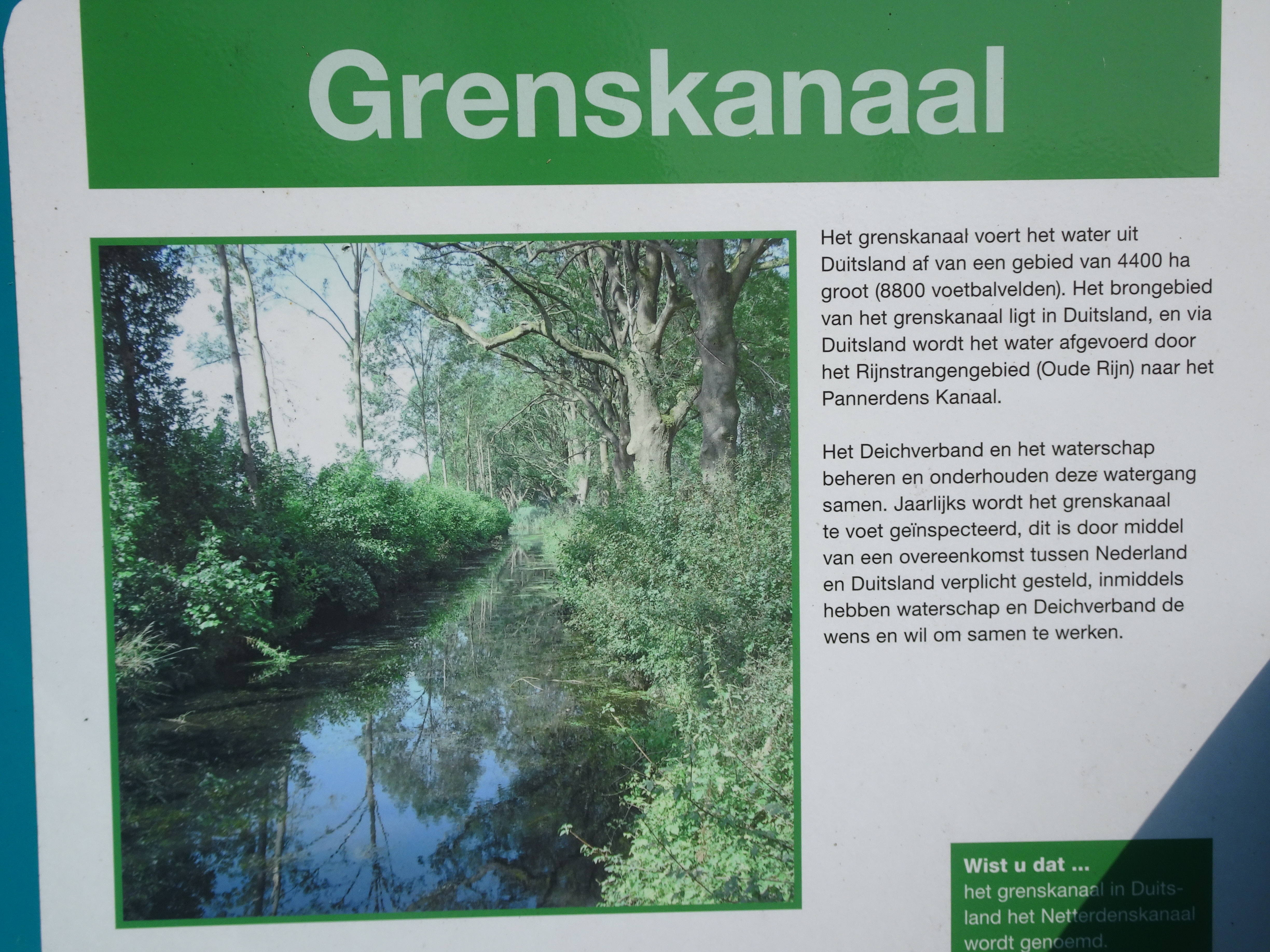
Grenskanaal, infobord in het Nederlands